# Mafia in Italia

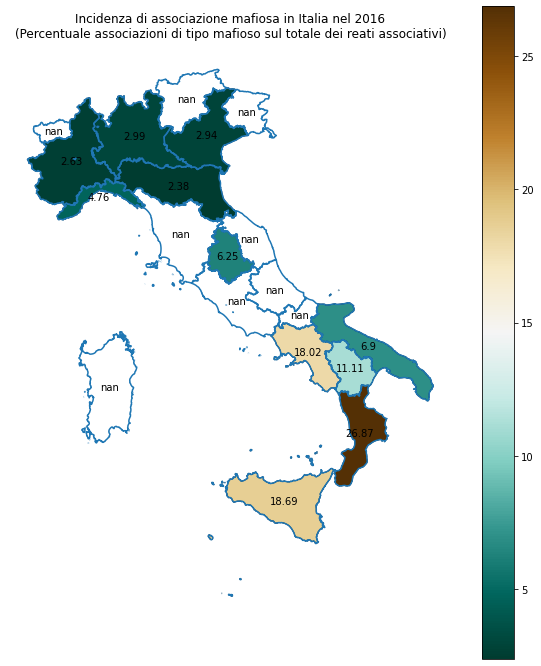
Indice di presenza mafiosa in Italia al 2016.

La mafia in Italia ha origini e tradizioni secolari e ha avuto un ruolo importante nella storia, prima, durante e dopo l'unità d'Italia.
La nascita del fenomeno è tuttora ritenuta incerta: infatti le organizzazioni di tradizione secolare sono la 'ndrangheta, Cosa nostra, e la camorra (le prime due però diventate piuttosto note solo a partire dalla seconda metà del XIX secolo). Nella definizione del Giudice Antonino Caponnetto si tratta di "una associazione segreta per atto costitutivo, verticistica, unitaria e su base familistica".

## Storia

### Dal medioevo al XIX secolo

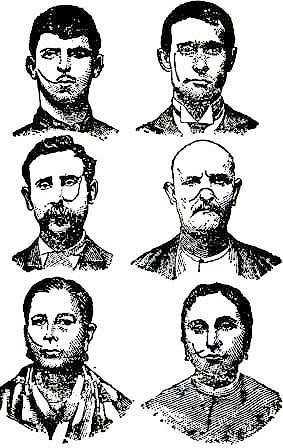
Uomini e donne della camorra sfregiati (disegni del 1906).

Inizialmente, con il termine Mafia spesso ci si riferiva a Cosa Nostra, anche se storicamente si ritiene che la prima organizzazione mafiosa italiana sia la Camorra.
La nascita della mafia come fenomeno sociale è ancora oggi oggetto di dibattito tra gli studiosi; secondo alcune interpretazioni, esso si sarebbe originato nel XIX secolo, mentre secondo altre interpretazioni il fenomeno mafioso sarebbe da sempre presente nel tessuto delle relazioni umane in ambienti in cui lo Stato, le istituzioni o l'ordine costituito non svolgono adeguatamente le loro funzioni. Nel Medioevo, la violenza insita nelle storie di molti feudatari e famiglie nobili (specie dei capostipiti) ha indotto a pensare che la "mafia" in un certo senso esistesse anche all'epoca. Una caratteristica frequente nelle famiglie nobili era l'esaltazione del coraggio e l'unica differenza era forse nel fatto che i più potenti erano "legittimati" a spadroneggiare sul territorio e il re spesso doveva trattare e scendere a patti con i baroni e le famiglie nobili del territorio. Spesso i tentativi di accentramento del potere da parte del re generavano scontri con i potentati locali.
Le reali origini del fenomeno mafioso non sono note con precisione e alcuni autori hanno cercato di risalire alle origini finendo però spesso col fornire delle ricostruzioni prive di fondamento. In particolare, secondo alcuni, potrebbe essere stato originato dall'antica setta dei Beati Paoli, attiva a Palermo nel XII secolo. Secondo altri invece sarebbe dovuta all'immigrazione in Italia di tre cavalieri spagnoli fratelli tra di loro di nome Osso, Mastrosso e Carcagnosso, appartenenti alla setta segreta della Garduna, fuggiti da Toledo nel XV secolo dopo aver vendicato col sangue l'onore di una sorella, che sbarcarono nell'isola di Favignana e si rifugiarono nelle grotte di tufo dell'isola, dove si separarono: Osso fonderà Cosa Nostra in Sicilia, Mastrosso la 'Ndrangheta in Calabria e Carcagnosso la Camorra in Campania. Secondo gli studi condotti da Nicola Gratteri e Antonio Nicaso, il mito dei tre cavalieri affonderebbe le radici proprio nel carcere borbonico di Favignana, dove ai primi del XIX secolo erano imprigionati numerosi delinquenti comuni campani, calabresi e siciliani che cercarono di emulare il linguaggio e i riti dei cospiratori carbonari con cui condividevano la detenzione. Secondo gli storici John Dickie e Isaia Sales, nel Regno delle due Sicilie ci fu la maggiore diffusione delle logge massoniche, agevolata dalla conquista napoleonica nel 1806, da cui si formarono altre organizzazioni segrete (come la Carboneria) con particolari riti, regolamenti e linguaggio iniziatico che propugnarono gli ideali del Risorgimento in opposizione al regime assolutistico borbonico.

La prima volta che il fenomeno mafioso in Sicilia viene descritto (seppur con un nome diverso) negli atti giudiziari risale al 1838, quando il funzionario del Regno delle Due Sicilie Pietro Calà Ulloa (anche procuratore generale di Trapani) parlò di «unioni e fratellanze, specie di sette», dando un primo quadro delle complicità e delle compiacenze che hanno consentito alle organizzazioni mafiose di proliferare:
Una singolare prospettiva è quella offerta dalla camorra, unica vera eccezione, fenomeno malavitoso diffuso in Campania, ma che secondo alcuni autori avrebbe un'origine da ricercarsi altrove. Difatti l'uso del termine camorra sarebbe attestato già nel XVII secolo, mentre la derivazione etimologica da gamurra (tipo d'abbigliamento femminile) ribasserebbe ulteriormente la sua esistenza fino al Medioevo. Secondo Vincenzo Mortillaro si può comunque supporre che camorra fosse già sinonimo del termine mafia nella prima metà del XIX secolo e che tale fenomeno dovette essersi esteso anche in Sicilia. Secondo studiosi come Isaia Sales ed Enzo Ciconte, le organizzazioni proto-mafiose a Napoli, in Sicilia e in Calabria furono accomunate dal rigoroso rispetto del codice dell'omertà, ossia l'assoluto silenzio mantenuto con le autorità statali circa gli affari dell'associazione, ma la camorra napoletana si caratterizzò sin da subito come fenomeno criminale urbano mentre la mafia delle origini assunse connotati rurali e latifondisti: in Sicilia e in Calabria, i primi mafiosi ed 'ndranghetisti pretendevano a titolo di "protezione" una parte dei profitti altrui sul commercio agricolo di agrumi ed olive nella Conca d'oro di Palermo e nella Piana di Gioia Tauro mentre, ai primi del XIX secolo, il termine «camorra» indicava innanzitutto una "tassa sul vizio", ossia l’attività estorsiva praticata nei rioni napoletani dai membri di un'associazione criminale (la "Bella Società Riformata") dotata di uno statuto (il "frieno") e riti d'iniziazione che amministrava la giustizia tra la plebe ed appunto "tassava" chiunque esercitasse l'usura, la prostituzione e il gioco d'azzardo: 
di mafia e mafiosi, e conferma un crescente deposito di percezione del fenomeno che anticipa di parecchi anni la sua improvvisa venuta alla ribalta come vero e proprio male sociale lungo la congiuntura di unificazione.»
(Antonio Fiore, Camorra e polizia nella Napoli borbonica (1840-1860).)
Fino al 1848, riporta Marc Monnier, la camorra sarebbe stata utilizzata dai Borboni come una sorta di "polizia scismatica":
(Marc Monnier, La Camorra: Notizie storiche raccolte e documentate, 1862)

### L'Unità d'Italia e le prime inchieste
Nel 1860 Liborio Romano, ministro degli Interni borbonico, incaricò il capo-camorra Salvatore "Tore" De Crescenzo di mantenere l'ordine pubblico a Napoli dopo la fuga del Re Francesco II a seguito dell'arrivo di Garibaldi e toccò a Silvio Spaventa, nominato ministro di Polizia, affrontare il problema e provvedere all’epurazione dei camorristi assoldati da Romano, avviando una dura repressione che utilizzò «metodi illegali non troppo diversi da quelli adoperati dalla famigerata polizia borbonica».
Dopo la proclamazione del Regno d'Italia (1861), molti capi dei picciotti che avevano partecipato alla Spedizione dei Mille furono messi da parte: emersi grazie alla loro popolarità (il "rispetto") fra le masse, molti di loro si diedero alla violenza e all'illegalità, partecipando alla famosa rivolta del sette e mezzo scoppiata a Palermo nel 1866. L'apparizione del termine "mafia" in un documento ufficiale, con significato accostato al senso tuttora in uso di malavita organizzata, è stata registrata per la prima volta proprio per descrivere questa situazione in un rapporto del prefetto di Palermo nel 1865, ossia Filippo Antonio Gualterio.
Tra il 1861 e il 1876 furono scoperte altre «associazioni di malfattori» nel resto d'Italia, come le Cocche a Torino, le Balle a Bologna e gli Accoltellatori in Romagna, che lo storico Francesco Benigno ascrive ad un tentativo della Destra storica di criminalizzare le opposizioni politiche più estremiste (i mazziniani e gli internazionalisti di credo repubblicano e i filoclericali di fede reazionaria) infiltrandole attraverso agenti provocatori, spie e criminali al soldo della polizia, come già avvenuto a Napoli con Spaventa e a Palermo con il prefetto Gualterio e il questore Felice Pinna.
I governi della Destra storica infatti emanarono provvedimenti particolarmente duri ed autoritari in materia di sicurezza pubblica, come la legge 15 agosto 1863, n. 1409 (la famosa "legge Pica" per la repressione del brigantaggio meridionale), che prevedeva il domicilio coatto per chi veniva indicato come camorrista (anche sulla base di un semplice sospetto), e successivamente la legge 6 luglio 1871,  n. 294, la quale estese misure di prevenzione particolamermente repressive (come l'ammonizione e l'arresto) a nuove "categorie" di delinquenti non meglio identificate ("mafiosi" e "accoltellatori"), modificando l'articolo 105 dell'allegato B della legge 20 marzo 1865, n. 2248 nel modo seguente: «Saranno a cura dell'Autorità di pubblica sicurezza denunziati gli individui sospetti, come grassatori, ladri, truffatori, borsaiuoli, ricettatori, manutengoli, camorristi, mafiosi, contrabbandieri, accoltellatori, e tutti gli altri diffamati per crimini o per delitti contro le persone e le proprietà.»

L'11 giugno 1875, in un celebre discorso alla Camera dei deputati mentre era in discussione l'approvazione di nuove leggi repressive nei confronti della Sicilia, Diego Tajani, ex magistrato e parlamentare della Sinistra storica, denunciò la prassi consolidata di utilizzare delinquenti e mafiosi per il mantenimento dell'ordine pubblico da parte dei funzionari inviati nell'isola dalla Destra storica:
La Destra storica cercò di correre ai ripari istituendo una Commissione d'inchiesta parlamentare sulle condizioni economiche e sociali della Sicilia presieduta dal senatore Giuseppe Borsani ma la sua diagnosi finale, affidata al deputato lombardo Romualdo Bonfadini, fu superficiale e approssimativa perché negò che la mafia potesse trarre origine da fattori di carattere sociale (come la disparità delle condizioni economiche tra le classi abbienti e quelle popolari) ed affermò invece che essa era dovuta a circostanze contingenti e che non era nemmeno un fenomeno peculiare della Sicilia perché «sotto varie forme, con vari nomi, con varia e intermittente intensità si manifestava anche nelle altre parti del Regno, e si scoprivano a quando a quando terribili mostri del sottofondo sociale: le camorre di Napoli, le squadracce di Ravenna e di Bologna, i pugnalatori di Parma, la cocca di Torino, i sicari di Roma».

Al contrario delle conclusioni date dalla relazione Bonfadini, lo studioso napoletano Pasquale Villari, nelle sue celebri Lettere meridionali (1875), individuò nella questione sociale la causa principale dei molti mali che affliggevano Napoli e la Sicilia occidentale: secondo la sua analisi, solo migliorando le miserabili condizioni di vita dei zolfatai e dei contadini nelle campagne siciliane e dei popolani napoletani nei fondachi insalubri era possibile eliminare le radici sociali che permettevano alla mafia e alla camorra di prosperare:
(Pasquale Villari, Lettere meridionali, 1875)

Nel 1876 due giovani studiosi toscani allievi del Villari, Leopoldo Franchetti e Sidney Sonnino, pubblicarono un'inchiesta sulle Condizioni politiche e amministrative della Sicilia, dove definirono la mafia come «un'industria del delitto» che in Sicilia supplisce alla mancanza di un ceto medio e di uno Stato di diritto:
(Leopoldo Franchetti, Condizioni politiche e amministrative della Sicilia, 1876
)

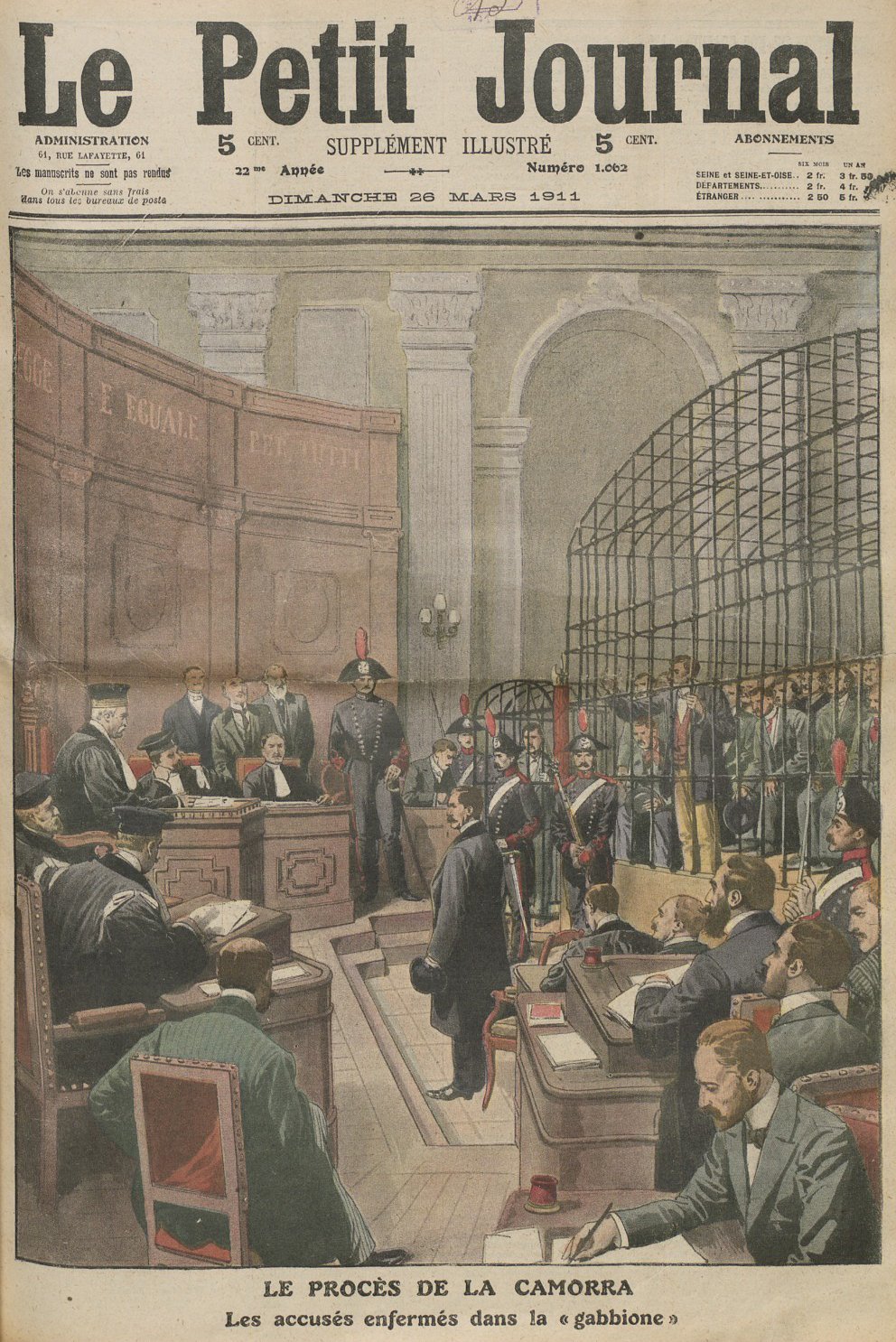
Illustrazione di un'udienza del processo Cuocolo pubblicata sul quotidiano francese Le Petit Journal, 26/03/1911.

Nello stesso anno, con l'ascesa al potere della Sinistra storica, nella persona del ministro dell'Interno Giovanni Nicotera, si avviò una nuova repressione senza quartiere «usando e abusando d'ogni mezzo» nei confronti della camorra a Napoli e della mafia in Sicilia.
Si fa risalire invece l'origine della Picciotteria (il termine 'ndrangheta diverrà popolare solo negli anni '50 del XX secolo) al 1884, anno in cui a Reggio Calabria il prefetto Giorgio Tamajo afferma della presenza di camorristi e mafiosi che, similmente alla camorra napoletana, praticavano l'estorsione e lo sfregio con il coltello nei confronti dei giocatori d'azzardo e delle prostitute per arrivare anche talvolta ai proprietari terrieri. Già nel 1869 il comune di Reggio Calabria era stato sciolto con decreto regio poiché una "setta di camorristi accoltellatori" si era resa responsabile di brogli elettorali e ferimenti di avversari politici. Poco dopo la sua comparsa, comunque, la Picciotteria dovette fare i conti con un'offensiva giudiziaria imponente che, tra il 1885 e il 1902, portò a processo 1854 picciotti in tutta la Calabria e la scoperta nel 1887 a Nicastro (CZ) del primo statuto in cui si sancivano le regole e le gerarchie: tra gli svariati processi, i più significativi furono quelli celebrati a Palmi, il primo tenutosi all'inizio del 1892 contro 150 picciotti della Piana di Gioia Tauro.
Tra il 1898 e il 1900, l'allora questore di Palermo Ermanno Sangiorgi realizzò un'inchiesta – passata alla storia come rapporto Sangiorgi – che inviò al Ministero dell'interno - e che portò alla luce come Cosa nostra fosse un'organizzazione criminale strutturata. Ne scaturi un processo nel 1901 a 51 imputati che portò a una trentina di condanne.
Ma fu nel corso del processo nei confronti degli assassini del marchese Emanuele Notarbartolo, già sindaco di Palermo, celebrato a Bologna nel 1900 e seguito dalle principali testate giornalistiche nazionali, che divennero per la prima volta di dominio pubblico l'estensione del fenomeno mafioso in Sicilia, le sue collusioni con la politica e i depistaggi delle indagini che ne furono conseguenza.
Nel 1900 la Commissione d'inchiesta sulla corruzione a Napoli presieduta dal senatore Giuseppe Saredo mise in luce i brogli elettorali e le compravendite di voti messi in atto dalla camorra per favorire alcuni uomini politici. Tuttavia la camorra fu messa fuori gioco soltanto dal celebre processo Cuocolo (1911), che vide imputati i principali capi-camorra (una sorta di maxi-processo ante litteram). In Calabria le "imprese" del brigante Musolino, affiliato alla Picciotteria di Santo Stefano in Aspromonte, ebbero ampio risalto sulla stampa locale e nazionale dei primi del '900.

### Gli sviluppi nel XX secolo

#### La repressione fascista e l'operazione Marzano
Nel corso del primo dopoguerra, in particolare negli anni '20, il governo Mussolini inviò in Sicilia il prefetto Cesare Mori e il procuratore Luigi Giampietro che operarono una intensa attività di contrasto al fenomeno mafioso, spesso con metodi autoritari e violenti, che culminò con l'arresto e la condanna di migliaia di mafiosi e banditi che infestavano le campagne. Meno notorietà ottenne invece l'invio in Campania da parte di Mussolini del maggiore dei carabinieri Vincenzo Anceschi, il quale tra il 1925 e il 1929 arrestò 1.699 sospettati di appartenenza alla camorra nell'agro aversano.
Nel secondo dopoguerra un'operazione analoga fu tentata in Calabria da Carmelo Marzano, all'epoca questore di Reggio Calabria, che nel 1955 effettuò 281 fermi e 138 arresti nel giro di un mese.

#### Le trasformazioni nel secondo dopoguerra

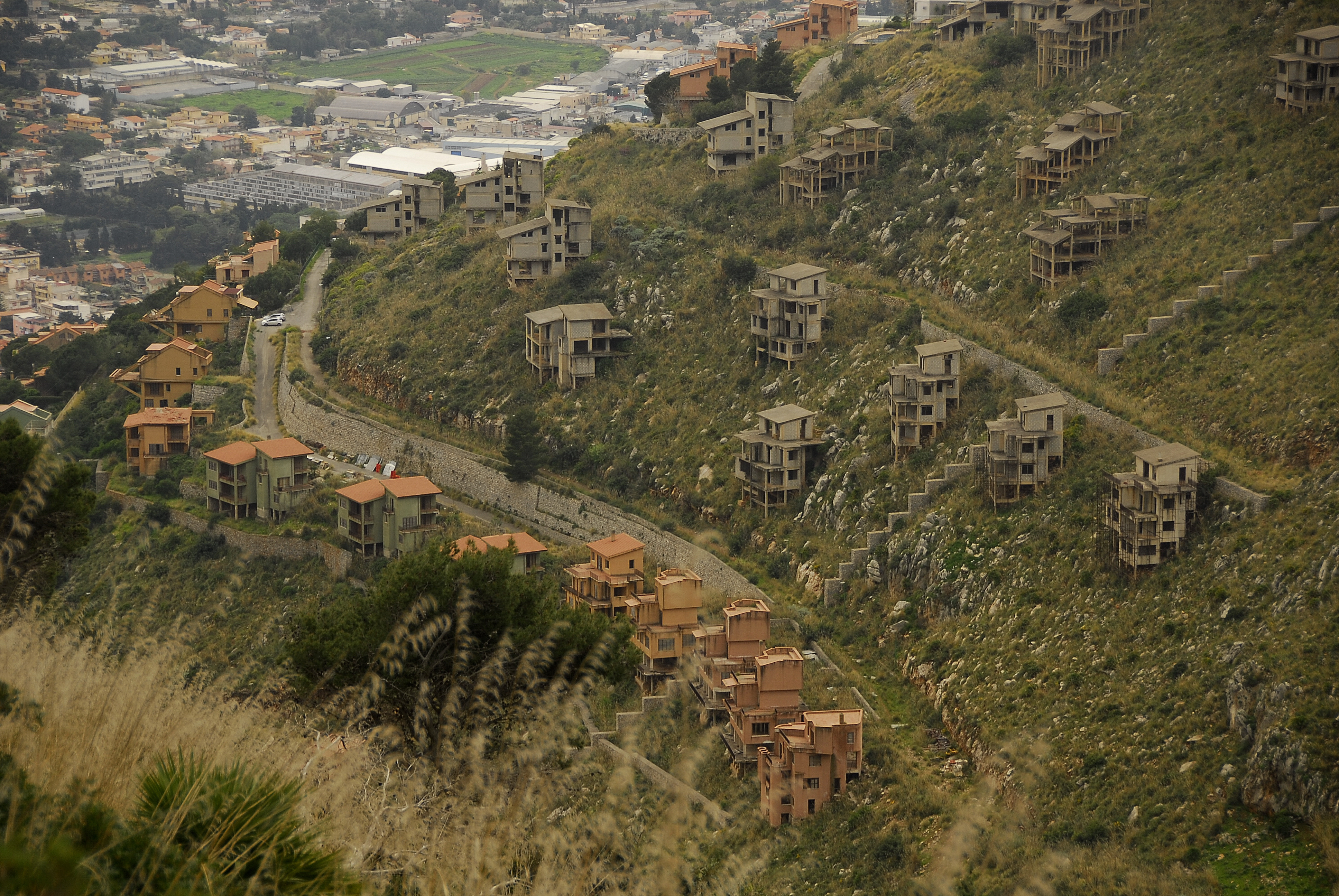
Parte delle 314 villette abusive costruite negli anni settanta da ditte legate alla mafia sulla collina di Pizzo Sella, promontorio di Mondello (Palermo), tipico esempio di speculazione edilizia selvaggia nel dopoguerra.

A partire dal secondo dopoguerra, sebbene le organizzazioni principali siano nate e si siano sviluppate dapprima in aree ben precise di alcune regioni del meridione d'Italia, dove la diffusione dei gruppi di stampo mafioso è stata storicamente capillare, il fenomeno si estese in zone fino ad allora considerate tradizionalmente immuni (la Sicilia orientale, la Calabria settentrionale ed altre regioni del Sud Italia, come la Basilicata e la Puglia) ed anche su tutto il territorio nazionale, favorito in questo caso dall'emigrazione meridionale verso il Nord Italia e dalla pratica del soggiorno obbligato, che consentì a numerosi mafiosi meridionali di estendere il loro raggio d'azione in altre zone d'Italia, sfruttando nuovi racket quali la speculazione edilizia, la gestione degli appalti pubblici e dei subappalti, il contrabbando di sigarette estere, i sequestri di persona e il traffico di droga:
1. a partire dagli anni cinquanta in poi, grandi città come Napoli e Palermo furono interessate da un'intensa ed incontrollata attività edilizia che stravolse completamente il tessuto urbano, con la nascita di numerosi quartieri-dormitorio o veri e propri quartieri-ghetto privi di spazi verdi, in numerosi casi pilotato per ragioni di profitto da imprenditori, speculatori e politici legati alle mafie[39][40], i quali misero le mani pure sulla gestione degli appalti pubblici (fognature, manutenzione stradale, illuminazione pubblica, ecc..)[41] e sui fondi previsti dalla Cassa per il Mezzogiorno per la creazione di grandi complessi industriali ed opere infrastrutturali nelle regioni meridionali (ad esempio il cosiddetto "pacchetto Colombo")[42];
2. nel 1961 fu chiuso il porto franco di Tangeri e perciò il centro del contrabbando di sigarette si spostò a Napoli, tanto che dal 1969 al 1973 furono sequestrate dalla Guardia di Finanza 81 navi, 42 pescherecci, 51 motobarche, 150 motoscafi che trasportavano sigarette sulle coste napoletane e, secondo alcune stime, tutta la filiera del contrabbando dava lavoro a circa 50.000 persone nella sola Napoli, dove i clan camorristici, in combutta con i mafiosi siciliani,  riuscirono a sbaragliare la concorrenza straniera del clan dei marsigliesi[15][43][44][45][46];
3. dal 1969 al 1998 fu compiuto in Italia il numero record di 694 sequestri di persona a scopo di estorsione, di cui il 24% avvennero in Lombardia organizzati perlopiù dalla 'ndrangheta calabrese e da banditi sardi per finanziare altre attività (soprattutto l'edilizia e il traffico di droga)[47][48];
4. nella seconda metà degli anni settanta, Cosa nostra, sfruttando le direttrici tradizionali del contrabbando di sigarette, rilevò gran parte del traffico di eroina fino ad allora appannaggio esclusivo del clan dei marsigliesi, in difficoltà a seguito della serrata repressione poliziesca messa in atto in Francia e negli Stati Uniti. La Sicilia occidentale divenne in breve una delle centrali di produzione dell'eroina destinata agli States, anche grazie ai chimici marsigliesi assoldati dai siciliani per imparare il metodo di raffinazione della droga[49]. Negli anni ottanta, le 'ndrine calabresi, in collaborazione con le cosche siciliane, alimentarono lo spaccio di eroina di alcune grandi città del Nord Italia, soprattutto Milano, Torino e Bologna[50][51][52]. Nel 1980 si arrivarono a contare in tutta Italia circa 200.000 tossicodipendenti da eroina e la città di Milano balzò ai primi posti mondiali per numero di decessi annui da overdose.[53][54]. Per questi motivi, dal 1972 al 1991 in Italia si quadruplicarono i reati contro il patrimonio (borseggi, scippi e furti in appartamento), in numerosi casi dovuti al fabbisogno di denaro necessario ai tossicodipendenti per comprare dosi giornaliere di eroina[48]. Sempre nello stesso periodo, i clan camorristici si specializzarono nell'importazione di cocaina dal Perù[43], attività in cui subentrò la 'ndrangheta nel giro di pochi decenni[55].

Uno tra i primi gruppi criminali più spregiudicati operativi nel secondo dopoguerra fu il clan dei marsigliesi, originario del sud della Francia ed attivo soprattutto tra Roma e Napoli, dove agì tra il 1964 e il 1976 a suon di rapine, contrabbando di sigarette, traffico di stupefacenti e sequestri di persona, per poi cedere il posto alla cosiddetta banda della Magliana, che ebbe stretti legami con le tre mafie meridionali e non di rado viene considerata una organizzazione di stampo mafioso operante nel Lazio. In Lombardia diverse bande di criminalità comune si specializzarono nelle rapine, nel gioco d'azzardo e nei sequestri di persona, colludendo con le organizzazioni mafiose meridionali, e la maggiore di queste bande fu negli anni settanta quella di Francis Turatello a Milano e la banda della Comasina, operante anch'essa nel capoluogo meneghino e guidata da Renato Vallanzasca: entrambe le bande furono debellate con arresti e retate all'inizio del decennio successivo e, dalla loro dispersione, crebbe il cosiddetto clan dei catanesi operativo a Torino e Milano, dove si impose con metodi violenti e spregiudicati nel nascente business della droga in accordo con la 'ndrangheta; la parabola del clan dei catanesi si concluse alla metà degli anni ottanta, quando fu smantellato dagli arresti e dalla collaborazione con la giustizia di numerosi suoi membri. Su modello simile a quello della malavita romana e milanese ha agito la cosiddetta mala del Brenta in Veneto, dove a cavallo tra gli anni ottanta e novanta i membri della banda di Felice Maniero, inizialmente dediti alle rapine, favorirono la collaborazione tra le mafie meridionali e la piccola criminalità locale, in particolare nel traffico di droga e di armi.
Nella metà degli anni settanta, dal carcere di Poggioreale, nel quale era rinchiuso per omicidio, Raffaele Cutolo iniziò a realizzare il suo progetto: ristrutturare la camorra come organizzazione gerarchica in senso mafioso, sfruttando il nuovo business della droga: nacque così la Nuova Camorra Organizzata (N.C.O.), che raccolse numerosi adepti nel sottoproletariato urbano di Napoli e tra la popolazione delle carceri. Nel decennio successivo, la N.C.O. e la 'ndrangheta, sfruttando le loro conoscenze nel mondo carcerario, promossero la nascita di nuovi gruppi mafiosi con propri riti e gerarchie in Puglia (divenuta un punto di sbarco fondamentale per le sigarette di contrabbando dopo un giro di vite della Guardia di Finanza a Napoli), in particolar modo nelle provincie di Foggia, di Bari e di Taranto (da cui nacque la Nuova Camorra Pugliese, poi scioltasi e rinominata "Società foggiana" nella sola Foggia e "Camorra barese" a Bari e provincia) e in quelle di Lecce e di Brindisi (la Sacra Corona Unita di Giuseppe Rogoli, considerata l'organizzazione pugliese più potente e numerosa che tentò di assorbire anche le altre con scarso successo). Tra il 1981 e il 1990, 757 omicidi scolvolsero la Puglia, a causa dell'elevata rivalità all'interno di queste organizzazioni.

L'omicidio del giudice Cesare Terranova (25 settembre 1979).

Dal punto di vista militare, la N.C.O. pretese di imporre il suo controllo su tutte le attività illecite nel napoletano e ciò determinò una guerra con il numero impressionante di 1.500 omicidi registrati in provincia dal 1977 al 1983, determinando la sconfitta definitiva di Cutolo e dei suoi accoliti, decimati dagli arresti e dagli agguati. A Palermo, lo scontro tra le "famiglie" di Cosa nostra insanguinò la città e segnò la vittoria dei Corleonesi di Salvatore Riina con un bilancio terribile: dal 1979 al 1986 si ebbero 1.000 morti, di cui 500 omicidi compiuti per strada ed altre 500 persone rapite e fatte sparire con il metodo tipicamente mafioso della "lupara bianca". L'offensiva di Cosa nostra fu totale poiché si abbatté anche nei confronti dei rappresentanti dello Stato e della società civile: nella sola Palermo, tra il 1979 e il 1983, caddero uccisi il giornalista Mario Francese, il segretario democristiano Michele Reina, il commissario di polizia Boris Giuliano, il giudice ed ex deputato Cesare Terranova, il presidente della Regione Siciliana Piersanti Mattarella, il capitano dei carabinieri Emanuele Basile, il procuratore Gaetano Costa, il deputato comunista Pio La Torre, il Prefetto ed ex Generale dei Carabinieri Carlo Alberto dalla Chiesa e il giudice istruttore Rocco Chinnici.
La città di Reggio Calabria fu pure insanguinata da due cruenti scontri tra le 'ndrine: il primo tra il 1974 e il 1977 si concluse con circa 200 morti ammazzati in tutta la provincia mentre il secondo riguardò le cosche De Stefano e Imerti tra il 1985 e il 1991 e provocò 500 omicidi, tra cui quelli clamorosi del deputato democristiano Lodovico Ligato (27 agosto 1989) e del magistrato Antonino Scopelliti (9 agosto 1991). L'apice di violenza fu toccato dalla faida di Taurianova, nel reggino, dove nel 1991 tra i vari omicidi e attentati destò molto scalpore la decapitazione di un affiliato alla 'ndrangheta la cui testa poi venne lanciata in aria e fatta oggetto di un macabro tiro al bersaglio: il Governo dell'epoca corse ai ripari approvando il decreto-legge n. 164 del 31 maggio 1991 che prevedeva lo scioglimento dei consigli comunali e provinciali per infiltrazioni mafiose.

#### L'azione di contrasto

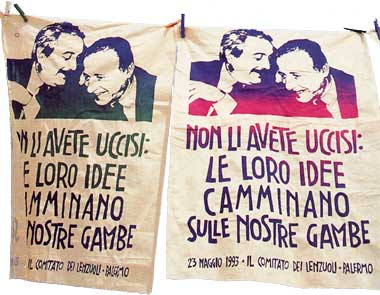
Falcone e Borsellino, personalità impegnate al contrasto della mafia in Italia.

L'emozione e lo sdegno suscitati dall'omicidio del prefetto di Palermo Carlo Alberto dalla Chiesa, della giovane moglie Emanuela Setti Carraro e dell'agente di scorta Domenico Russo avvenuto il 3 settembre 1982 nella strage di via Carini, indussero il Parlamento ad approvare la legge n. 646 del 13 settembre 1982 (detta "Rognoni-La Torre" dal nome dei promotori) che introdusse nel codice penale italiano l'articolo 416-bis, il quale prevedeva per la prima volta nell'ordinamento italiano il reato di "associazione di tipo mafioso" e la confisca dei patrimoni di provenienza illecita. Nel giro di pochi anni, grazie a queste nuove norme e all'esperienza maturata nella lotta al terrorismo, la magistratura poté avviare un'efficace azione di contrasto, avvalendosi anche della collaborazione (spesso controversa) di ex affiliati che avevano deciso di "tradire" la loro organizzazione di appartenenza in cambio di protezione e sconti di pena (i cosiddetti "pentiti" o, più propriamente, collaboratori di giustizia). Un esempio celebre di questa nuova stagione fu il cosiddetto Maxiprocesso di Palermo del 1986, istruito dal pool antimafia del Tribunale di Palermo guidato dal consigliere istruttore Antonino Caponnetto e composto dai magistrati Giovanni Falcone, Paolo Borsellino, Giuseppe Di Lello e Leonardo Guarnotta, che sancì l'esistenza (da tanti allora negata) di Cosa nostra e ne condannò capi e gregari a pesanti pene detentive.
Sul piano della società civile, la lunga scia di omicidi di stampo mafioso negli anni ottanta causò un'ondata di sdegno, specialmente in Sicilia e in Campania, che culminò in manifestazioni di piazza e dibattiti pubblici con la partecipazione di migliaia di persone, in primo luogo studenti, e con la creazione dei primi centri e delle prime associazioni antimafia. Eventi importanti furono la marcia anticamorra di 10.000 studenti organizzata nel "regno" di Raffaele Cutolo, il paese di Ottaviano (NA), da monsignor Antonio Riboldi nel 1982 e la "marcia della pace" svoltasi a Reggio Calabria nel 1991, cui parteciparono 30.000 persone provenienti da tutta Italia per opporsi alla violenza omicida della 'ndrangheta.

Un'immagine della strage di Capaci (23 maggio 1992), in cui persero la vita il giudice Giovanni Falcone, la moglie Francesca Morvillo e tre agenti di scorta.

Negli anni novanta, Cosa nostra raggiunse il culmine della violenza con le devastanti bombe del biennio 1992–1993 che uccisero i magistrati Giovanni Falcone e Paolo Borsellino e i loro rispettivi agenti di scorta e, in risposta, lo Stato riorganizzò le Forze dell’ordine per reagire alla sfida mafiosa, con la creazione della Direzione Investigativa Antimafia (DIA) e della Direzione Nazionale Antimafia (DNA), e furono approvate nuove leggi che istituirono il carcere duro per i reati di mafia e norme di protezione e di garanzia più incisive per i collaboratori di giustizia. Queste misure colpirono duramente l'operatività dell'attività "militare" di Cosa nostra e furono determinanti all'arresto di numerosi boss latitanti di spicco, quali Giuseppe Madonia (1992), Totò Riina, Benedetto Santapaola (1993), Leoluca Bagarella (1995), Giovanni Brusca (1996), Pietro Aglieri (1997) e tanti altri che contribuirono a decapitare l'organizzazione; gli ultimi, nel 2006, quello del capo storico di Cosa nostra Bernardo Provenzano, latitante da 43 anni, e nel 2007 l'arresto di Salvatore Lo Piccolo, considerato il suo erede naturale.

### L'evoluzione negli anni 2000

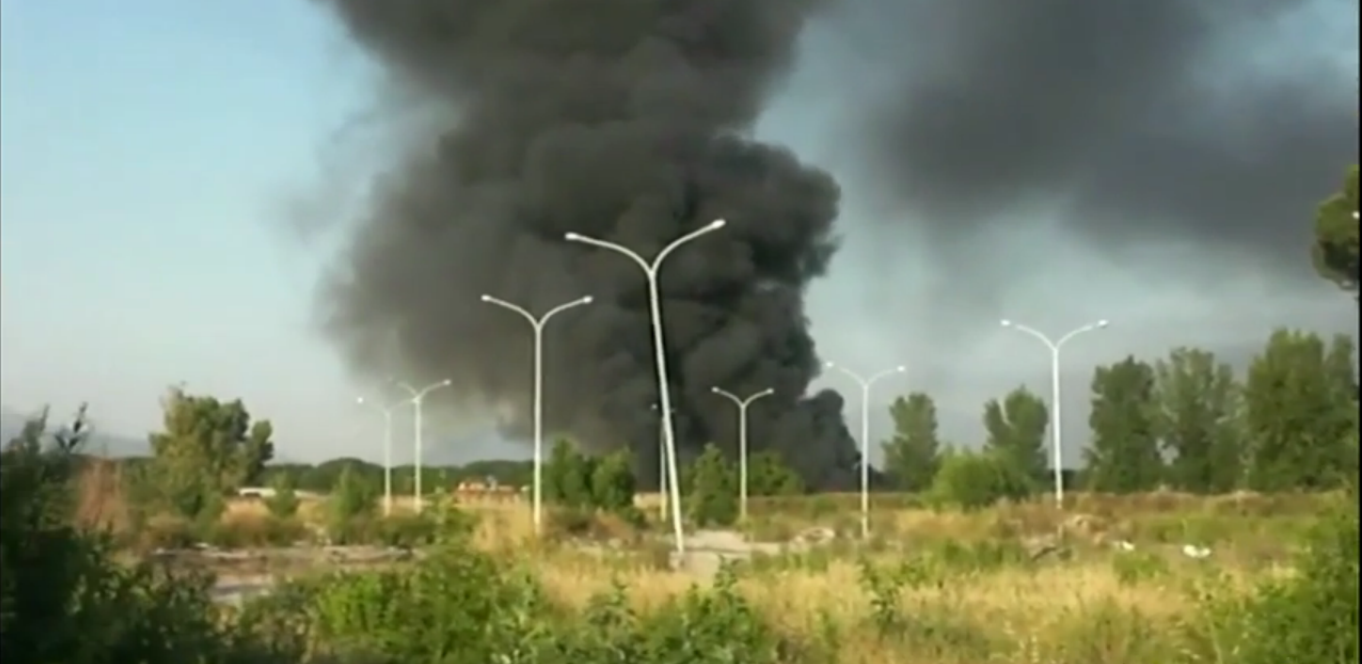
Fuoco appiccato ad un cumulo di rifiuti nella zona tra Pascarola e Caivano (Napoli) nel 2012.

Mentre Cosa nostra subiva la dura repressione da parte dello Stato, la 'ndrangheta e i clan camorristici hanno espanso le loro attività, soprattutto nel traffico di cocaina con il Sud America e nel settore degli appalti e dello smaltimento dei rifiuti: negli anni 2004 e 2005 ebbe grande risalto mediatico la cosiddetta faida di Scampia, scoppiata per contendersi il controllo del quartiere napoletano di Scampia (considerato la piazza di spaccio di droga più grande d'Europa), e il risultato fu di oltre un centinaio di uccisi, molti dei quali persone innocenti prese di mira per errore o perché parenti o conoscenti di affiliati. Altri clan camorristici si sono dedicati allo smaltimento illegale di rifiuti tossici provenienti principalmente dalle regioni industrializzate del Nord-Italia e sepolti in zone precise della Campania (Triangolo della morte Acerra-Nola-Marigliano e Terra dei fuochi) dove cresce sempre di più la mortalità per cancro della popolazione locale. La 'ndrangheta invece vanta contatti permanenti con i narcotrafficanti colombiani, con i cartelli messicani e ha contribuito a creare nuove rotte della cocaina passando per l'Africa occidentale, tanto da indurre Cosa nostra a rivolgersi esclusivamente ad essa e alla criminalità albanese per le forniture dello stupefacente. La strage di Duisburg del 2007 fece scoprire la potenza della 'ndrangheta in Germania e sul continente europeo in generale, facendo aumentare la visibilità mediatica di questa mafia, fino ad allora sottovalutata e rimasta nell'ombra. Il decreto-legge n. 4 del 4 febbraio 2010, che ha istituito l'Agenzia nazionale per i beni confiscati alle mafie, ha inoltre incluso la 'ndrangheta nel testo della Legge Rognoni-La Torre.
Secondo uno studio del 2012, l'Italia è il terzo Paese europeo per consumo di cocaina, con Roma, Napoli e Milano in testa alla classifica. Ad oggi, lo spaccio di droga al minuto viene ormai "subappaltato" alla criminalità di strada maghrebina o nigeriana mentre 'ndrangheta, Cosa nostra e camorra preferiscono evitare più possibile i reati di sangue (come dimostrato dal continuo calo degli omicidi di stampo mafioso a partire dagli anni novanta) e si infiltrano nell’economia legale, nelle amministrazioni e nei lavori pubblici: anche gli imprenditori del Nord Italia ricorrono sempre di più alle mafie per "servizi" necessari alle loro imprese (fornitura di materiale e manodopera a basso costo, prestiti di denaro ad usura, smaltimento di scarti industriali tossici) e le cosche si occupano anche di intermediazione immobiliare e finanziaria, conducono imprese nel campo della ristorazione, del turismo e dell'energia eolica, necessarie per riciclare il denaro sporco. A seguito della promulgazione delle leggi che liberalizzano il gioco d'azzardo, altro business importante per le mafie (anche ai fini del riciclaggio) è diventato la gestione di sale slot machine e video poker (anche su piattaforme online), in numerosi casi truccati per far si che il giocatore giochi di più e perda più denaro possibile.

## Le organizzazioni principali

Le principali organizzazioni mafiose operanti nel Mezzogiorno nel 2007

Le organizzazioni criminali più antiche, attive e potenti sul territorio sono raggruppate in queste tre organizzazioni:
- 'Ndrangheta
- Cosa Nostra
- Camorra

Altre organizzazioni di rilievo seppur minoritario sono nate nella seconda metà del XX secolo, come la Stidda in Sicilia, la Sacra Corona Unita, la Società foggiana e la Camorra barese in Puglia, i Basilischi in Basilicata, la Mala del Brenta in Veneto, la banda della Magliana (il cui vero destino è sconosciuto) nel Lazio o l'Anonima Sarda (estinta) in Sardegna. Nella zona di Roma, il vuoto lasciato dalla banda della Magliana è stato colmato dai clan sinti stanziali dei Casamonica, Di Silvio e Spada, dai clan camorristici dei Moccia, Senese e Pagnozzi e dalle 'ndrine calabresi Bonavota e Marando.
Tra la fine del XX secolo e l'inizio del XXI secolo si sono affermate in Italia anche organizzazioni straniere che sono entrate in affari con le tre mafie tradizionali nei business criminali, come la mafia nigeriana (in affari con Cosa nostra e Camorra), la mafia albanese (alleata di Cosa nostra, Camorra, 'ndrangheta e Sacra Corona Unita), le Triadi cinesi (legami con la Camorra) e le mafie russofone (in affari con 'Ndrangheta e Camorra).

## Caratteristiche
Il fenomeno mafioso, che in alcuni territori ha una diffusione capillare, ha assunto diversi caratteri e ha acquistato forme diverse, con strutture e codici seppur simili diversi da regione a regione e talvolta anche tra province d'Italia. Accade anche che la distribuzione e il relativo controllo territoriale appaia complesso e in continua evoluzione e talvolta anche singoli quartieri della medesima città conoscano diverse tipologie organizzative, a seconda della famiglia che ne detiene il controllo. Le formazioni sono spesso strutturate in clan con dei legami familiari quasi sempre di tipo allargato; ciò fa sì che le attività dell'organizzazione criminale rispecchino gli interessi di un determinato gruppo, detto appunto famiglia (in Sicilia), locale (in Calabria) o clan (in Campania).

### 'Ndrangheta

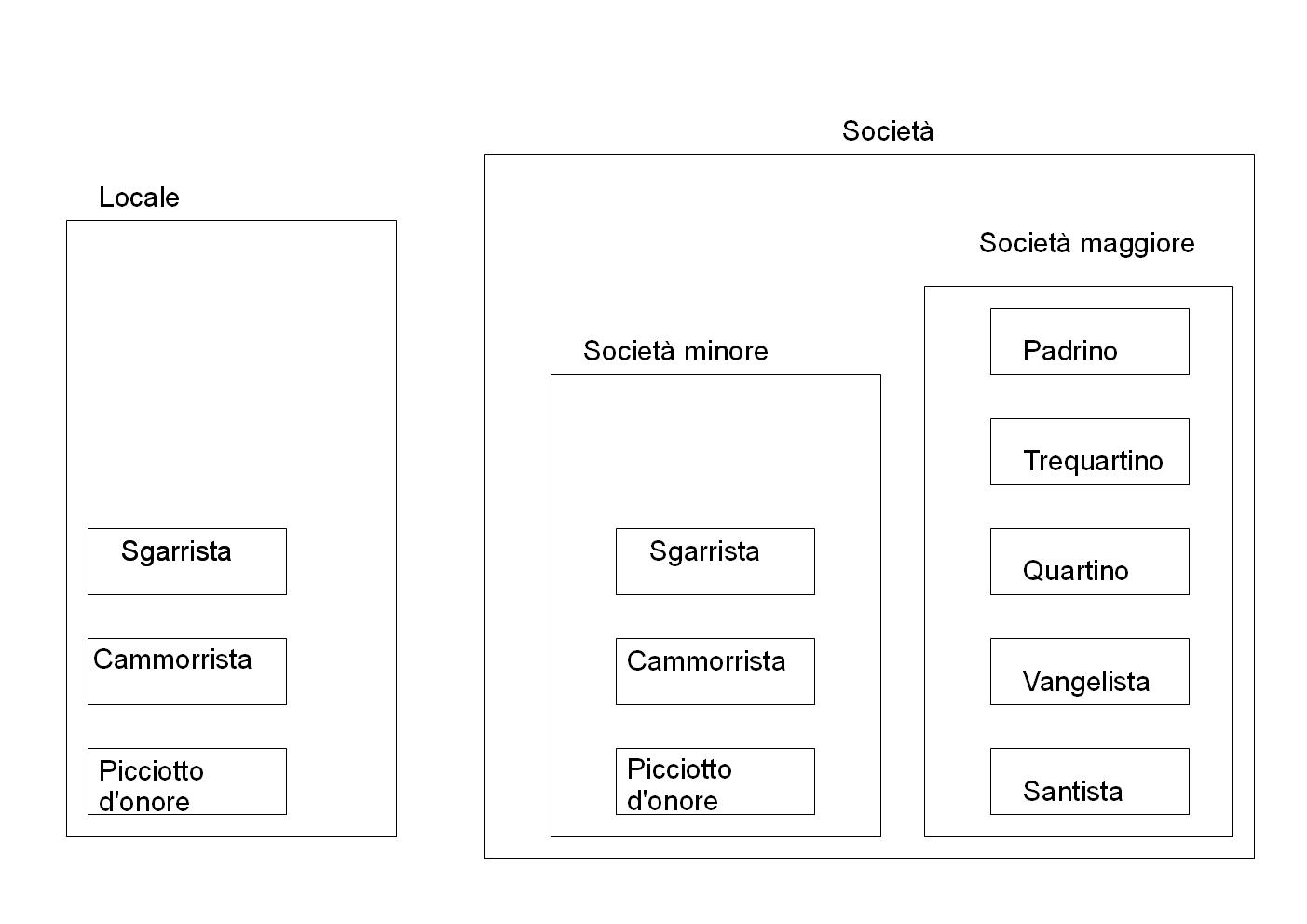
Il locale con le doti degli affiliati

Due o più famiglie di sangue (le 'ndrine) radicate in un territorio formano il locale, nel quale i gradi gerarchici vengono chiamati "doti" o "fiori". L'aspirante 'ndranghetista in attesa di affiliazione è chiamato in gergo "Contrasto onorato" mentre il giovane figlio non ancora affiliato di un 'ndranghetista è il "Picciotto d'onore": entrambi vengono sottoposti ad un duro "apprendistato" criminale per saggiarne le "qualità" e, se ritenuti degni di merito, verranno sottoposti al rituale di iniziazione per entrare nel locale, che consiste nella bruciatura della santina di San Michele Arcangelo tra le mani dell'iniziato mentre pronuncia questa formula:
Il locale è diretto da un triumvirato detto "copiata" (Capobastone, Contabile e Crimine), il quale coordina tutte le attività lecite ed illecite e gestisce la cassa comune. Il locale si divide in due compartimenti: la Società Maggiore, che comprende i membri con più esperienza criminale (Santista, Vangelo, Quartino, Trequartino, Padrino, Associazione e tante altre doti), e la Società Minore, della quale fanno parte i nuovi affiliati (Picciotto, camorrista e sgarrista). Per passare alla dote successiva, l'affiliato dovrà sottoporsi ad un nuovo rito d'iniziazione sempre diverso.
In tutta la Calabria, i locali si raggruppano in tre mandamenti: Mandamento Tirrenico (la Piana di Gioia Tauro), Mandamento Jonico (la Locride) e Mandamento Centro (la città di Reggio Calabria), mentre all'estero e in altre parti d'Italia esiste la Camera di controllo (o di compensazione) con mansioni equivalenti a quelle del mandamento. I tre mandamenti nominano una commissione di coordinamento definita "Provincia" o "Crimine", composta dal capo-crimine, dal capo-società e dal mastro-generale, la quale si riunisce annualmente con i capibastone presso il Santuario della Madonna di Polsi e rappresenta il vertice supremo della 'ndrangheta nel mondo.

### Camorra
La camorra dei primi del XIX secolo era un'organizzazione con proprie gerarchie (capintesta e capintriti, camorrista, picciotto, giovanotti onorati), uno statuto (o' frieno), rituali d'iniziazione ed addirittura propri tribunali (la Grande e la Piccola Mamma). Con il processo Cuocolo (1911), la vecchia camorra fu sciolta e, da allora, l'organizzazione si è frammentata in piccoli clan di tipo familiare, senza gerarchie e tenuti insieme soltanto dall'obbedienza ad un capo (detto boss), che infatti si uniscono e si dividono con grande facilità, rendendo ulteriormente difficoltoso il lavoro delle forze dell'ordine. Con l'avvento del contrabbando di sigarette e dello spaccio di droga, è aumentata anche la conflittualità tra i vari gruppi, che degenera spesso in atti violenti ed omicidi per contendersi fette di territorio (e quindi di mercato).
Caratteristica della camorra fin dalle origini (come del resto le altre mafie) è la pretesa di controllare direttamente o indirettamente tutte le attività illecite o lecite nel suo territorio di competenza, servendosi di qualsiasi mezzo.
L'unico tentativo di riunificare la camorra in un'unica organizzazione fu fatto negli anni settanta da Raffaele Cutolo con la fondazione della Nuova Camorra Organizzata (N.C.O.), che si rifaceva alle regole e alle gerarchie della camorra ottocentesca e della 'ndrangheta (alla quale Cutolo era affiliato). Tuttavia il tentativo di Cutolo si rivelò un fiasco e si concluse con la sconfitta della sua organizzazione, decimata dagli arresti e dagli omicidi.
Attualmente, i clan camorristici più potenti sono il clan Mazzarella e l'Alleanza di Secondigliano nell'area metropolitana di Napoli e il clan dei Casalesi a Caserta e provincia.

### Cosa nostra
L'unità di base di Cosa nostra è la famiglia, che prende il nome dal comune o dal quartiere in cui opera e mira a controllare direttamente o indirettamente tutte le attività economiche lecite e illecite di quella zona, collaborando con uno o più aspiranti mafiosi non ancora affiliati chiamati in gergo "avvicinati" o "associati". Per essere affiliati nella Famiglia, esiste un rituale particolare (la cosiddetta "punciuta") che consiste nella presentazione dell'avvicinato ai componenti della Famiglia locale in riunione e, alla presenza di tutti, viene punto il suo dito con un ago e il sangue fatto scorrere su una santina della Madonna Annunziata, che viene bruciata tra le sue mani mentre pronuncia un giuramento di fedeltà:
I membri di una Famiglia (chiamati "soldati" o "uomini d'onore") eleggono per alzata di mano un proprio capo, che è solo un rappresentante, il quale nomina un sottocapo, un consigliere e uno o più capidecina, i quali hanno l'incarico di avvisare tutti gli affiliati della Famiglia quando si svolgono le riunioni. I rappresentanti di tre o quattro Famiglie contigue nello stesso territorio eleggono un capomandamento; il capomandamento è membro di diritto della "Commissione provinciale", la quale elegge un rappresentante provinciale, che poi nomina a sua volta un sottocapo provinciale e un consigliere.
I rappresentanti della provincia sono, a loro volta, componenti di diritto della cosiddetta "Commissione interprovinciale", soprannominata anche la "Regione", che nomina un rappresentante regionale e si riuniva solitamente per deliberare su importanti decisioni riguardanti gli interessi mafiosi di più province che esulavano dall'ambito provinciale e che interessano i territori di altre Famiglie.

### Sacra Corona Unita
La Sacra Corona Unita (S.C.U.) si articola in una serie di doti o gradi, molto simili a quelli della 'ndrangheta, che infatti autorizzò la sua fondazione nel 1981 da parte del detenuto Giuseppe Rogoli. L’affiliato che aveva ricevuto una determinata dote era individuabile attraverso dei simboli di riconoscimento, che consistevano in tatuaggi e piccole incisioni a forma di croce in alcune parti del corpo.

Il rituale d'iniziazione consiste nel condurre l'aspirante mafioso in una stanza, dove su un tavolo sono disposti alcuni oggetti simbolici: un pugnale; una pastiglia, utile per suicidarsi in caso di violazione del giuramento; un fucile, simbolo della punizione dell’affiliato traditore; un limone, che serve a guarire le ferite, e un batuffolo di cotone, che, secondo la leggenda, rappresenta il Monte Bianco, luogo ritenuto sacro. Con il pugnale viene inciso un dito o un braccio dell'iniziato e il sangue fatto scorrere, mentre pronuncia un giuramento:
L'organizzazione è divisa in Società Minore e Società Maggiore: il nuovo affiliato entra nella Società Minore come Picciotto, al di sopra del quale sta il Camorrista. Dopo aver trascorso un certo periodo di militanza, l’iniziato può accedere alla Società Maggiore e divenire così Sgarrista, per poi aspirare alla dote successiva, quella di Santista, che da la possibilità di creare una propria "famiglia" in un determinato territorio e reclutare nuovi adepti. Al di sopra dei singoli gruppi mafiosi per territorio vi sono le doti di Vangelo e Crimine, che deliberano le decisioni più importanti per l’intera organizzazione.
Nata con l'obiettivo di unificare tutte le bande pugliesi in un'unica organizzazione mafiosa e di imporre così il suo controllo su tutte le attività illecite, la S.C.U. si caratterizzò fin dall'inizio per l'elevata conflittualità interna tra i vari gruppi che la componevano, tanto da indurla a cambiare più volte nome e a disgregarsi. La sua attività criminale principale è storicamente il contrabbando di sigarette e droga con le coste albanesi e montenegrine, ridimensionato dall'operazione Primavera condotta dalle forze dell'ordine nel 2000. Altre attività importanti sono le estorsioni e l'usura (la Puglia è la seconda regione in Italia per numero di denunce di questi due reati). Attualmente, la S.C.U. sta subendo nel resto della regione l'evoluzione della più violenta e spregiudicata criminalità foggiana, anch'essa sotto l'influenza della 'ndrangheta.

## L'attività economica
Stimare i ricavi della criminalità mafiosa è difficile e si scontra con limiti metodologici che nascono dalla mancanza di dati istituzionali, eppure alcune analisi sono state pubblicate. Sos Impresa nel suo XIII rapporto annuale definisce le mafie ''il più grande agente economico del paese" con un giro di affari di 138 miliardi e un utile di 105 miliardi all'anno, sebbene questo studio pecchi di scarsa trasparenza. Guerino Ardizzi, Carmelo Petraglia, Massimiliano Piacenza e Gilberto Turati (della Banca d'Italia) hanno invece lavorato adottando metodi econometrici rigorosi e i risultati a cui sono giunti attribuiscono all'economia criminale un valore pari al 10,9 per cento del PIL. Questo lavoro e altri simili hanno costituito la documentazione di base per l’audizione presso la Commissione parlamentare antimafia del vice direttore della Banca d’Italia e la testimonianza ha indotto la commissione nella sua relazione del 2012 a reiterare la cifra fatidica di 150 miliardi di euro come fatturato delle mafie. Queste stime econometriche tuttavia forniscono valori molto superiori alle stime delle attività criminali negli altri paesi sviluppati. Inoltre non distinguono all'interno delle attività criminali quelle attribuibili alle mafie, rischiando così di sovrastimare i ricavi delle mafie.
In base ai risultati di una ricerca effettuata da Transcrime nell'ambito del Progetto PON sicurezza 2007–2013, gli investimenti delle organizzazioni mafiose, utilizzando dati “aperti” o tratti da documenti investigativi ufficiali di carattere nazionale e internazionale, sui ricavi a disposizione delle organizzazioni criminali mafiose, hanno però portato a un drastico ridimensionamento delle cifre prima citate: infatti i ricavi illegali in generale ammonterebbero in media all'1,7 per cento del PIL. In particolare nella ricerca vengono individuati ricavi che variano da un minimo di 18 miliardi a un massimo di 34 miliardi. Considerato che il PIL nel 2012 è stato stimato dall’Istat in 1.395.236 milioni di euro (calcolato a prezzi concatenati), si può concludere che la media dei ricavi illegali per il 2012 ammonterebbe a 25,7 miliardi di euro. Sulla base della letteratura criminologica, le attività illegali non sono mai un monopolio esclusivo delle mafie. Pertanto, lo studio di Transcrime ha attribuito alle mafie italiane ricavi annui che variano da un minimo di 8 a un massimo di 13 miliardi di euro.
Negli ultimi anni, l'Istat ha incluso alcune attività illegali nella contabilità nazionale, giungendo a delle stime che restano nell'ordine di quelle stimate da Transcrime. In particolare, per il 2013, le attività illegali sono state stimate pari a 16 miliardi.
La 'ndrangheta, con un fatturato annuo pari a 55 miliardi di euro e ramificazioni in varie parti del mondo (è l'unica mafia presente in tutti e 5 i continenti), è considerata la mafia più ricca e potente d'Italia ed una delle più ricche e potenti del pianeta.

## I rapporti con la politica
Il rapporto con la politica italiana è stato spesso evidenziato dalle cronache locali e nazionali. Nel corso della storia d'Italia, diversi uomini politici sono stati accusati (molte volte le accuse si rivelarono strumentali o prive di fondamento) di rapporti con le mafie (per citare i casi più celebri, il ministro dell'Interno Giovanni Nicotera fu accusato di rapporti con la camorra nel 1874 dal prefetto di Napoli Antonio Mordini; il Presidente del Consiglio Mario Scelba di avere legami con la mafia e con il bandito Giuliano negli anni '50 del XX secolo; l'eurodeputato Salvo Lima di essere un uomo di Cosa nostra e nel 1993 il più volte ministro e parlamentare Antonio Gava di essere legato a clan camorristici, poi assolto). A partire dagli anni novanta, numerosi politici nazionali e regionali sono stati condannati in via definitiva per concorso esterno in associazione mafiosa o per favoreggiamento, tra cui Vincenzo Inzerillo (cinque anni e nove mesi di reclusione), Paolo Romeo (cinque anni di carcere), Francesco Patriarca (nove anni di reclusione), Marcello Dell'Utri (sette anni di carcere), Amedeo Matacena (cinque anni di reclusione mai scontati perché latitante a Dubai, dove morì nel 2022), Giancarlo Cito (quattro anni di carcere), Salvatore Cuffaro (sette anni di reclusione) e Nicola Cosentino (condannato in via definitiva a dieci anni di carcere). Tuttavia il caso più famoso fu quello di Giulio Andreotti, per sette volte Presidente del Consiglio e più volte ministro, che fu processato per supposti rapporti con Cosa nostra, seguito da un enorme dibattito sui mass media a causa della rilevanza politica del personaggio; la sentenza di primo grado, dell'ottobre 1999, lo vede assolto con il comma 2 dell’articolo 530 c.p.p., la vecchia insufficienza di prove. In appello, maggio 2003, viene in parte prescritto e in parte assolto: la prescrizione scattò per il reato di associazione a delinquere (in quegli anni non esisteva ancora il 416 bis, reato di associazione mafiosa) “commesso fino alla primavera del 1980”. Per le accuse successive alla primavera del 1980, la Corte d’appello assolve sempre con la vecchia insufficienza di prove. La Cassazione conferma l’appello il 15 ottobre del 2004.
Spesso molti comuni italiani sono stati sciolti per infiltrazione mafiosa. Dall'entrata in vigore della legge nel 1991, sono 268 i consigli comunali sciolti, con il comune di Marano di Napoli (NA) che vanta il triste primato di quattro scioglimenti. Nel 1995 il comune di Bardonecchia (TO) è stato il primo del Nord Italia ad essere sciolto per infiltrazioni mafiose.

## Il contrasto

### Le disposizioni normative
Al fine di contrastare più efficacemente il fenomeno si cominciarono a creare alcuni provvedimenti legislativi in tema a partire dagli anni ottanta, come ad esempio l'introduzione dei reati di associazione di tipo mafioso e di scambio elettorale politico-mafioso, di un regime carcerario speciale, con l'introduzione dell'articolo 41 bis nella legge sull'ordinamento penitenziario italiano, la cooperazione giudiziaria internazionale e la creazione di alcuni organismi ad hoc quali l'Alto commissario per il coordinamento della lotta contro la delinquenza mafiosa (poi soppresso). Negli anni novanta grazie all'opera di alcuni magistrati italiani come Giovanni Falcone, Paolo Borsellino e Antonino Caponnetto vennero create la Direzione investigativa antimafia e la Direzione nazionale antimafia. Molte delle disposizioni in materia sono state poi raccolte nel d.lgs. 6 settembre 2011, n. 59.

### Associazioni e personalità
Importante è stato il contributo che hanno dato alcuni soggetti, soprattutto a partire dagli anni sessanta, tra cui diversi intellettuali ed attivisti, come Danilo Dolci e Giuseppe Impastato. Parallelamente hanno dato un grande apporto alla lotta alla mafia la nascita e lo sviluppo di diversi movimenti antimafia con l'obiettivo di contrastare il fenomeno e di sensibilizzare l'opinione pubblica, sia a livello locale (Addiopizzo, Ammazzateci tutti) sia nazionale (Libera. Associazioni, nomi e numeri contro le mafie).

### Organismi e istituzioni
- ANBSC — Agenzia nazionale per l'amministrazione e la destinazione dei beni sequestrati e confiscati alla criminalità organizzata
- Commissione parlamentare antimafia
- DNA — Direzione nazionale antimafia e antiterrorismo
- DIA — Direzione investigativa antimafia
- DDA — Direzione distrettuale antimafia
- Procuratore nazionale antimafia

### Beni confiscati alla mafia

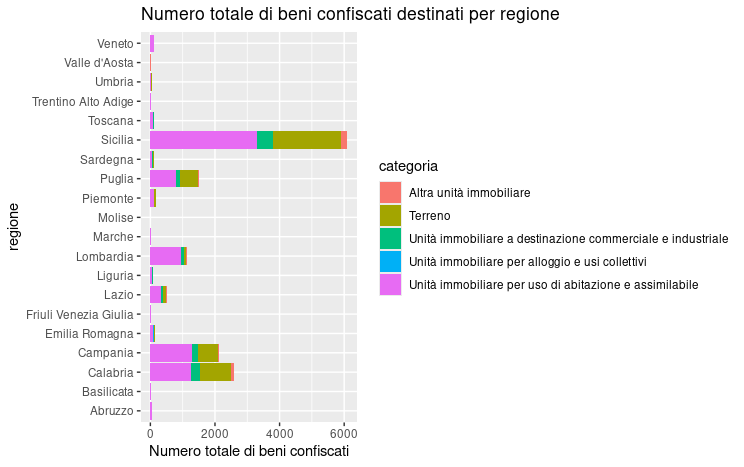
Fonte:Beni confiscati alla mafia e destinati in Italia

I beni confiscati alle organizzazioni criminali rappresentano una risorsa fondamentale nella lotta alle mafie e nella promozione della legalità in Italia. Questi beni, una volta sottratti alle attività illecite, possono essere riutilizzati per fini sociali, contribuendo allo sviluppo delle comunità locali e al rafforzamento del tessuto sociale ed economico.
I beni confiscati sono proprietà mobili, immobili o aziende sottratte in via definitiva alle organizzazioni criminali attraverso procedimenti giudiziari.
Il processo di confisca e destinazione prevede diverse fasi:
- Sequestro: il bene viene sottratto temporaneamente al presunto proprietario in attesa delle decisioni giudiziarie.
- Confisca: con la sentenza definitiva, il bene diventa proprietà dello Stato.
- Gestione: l'Agenzia Nazionale per l'amministrazione e la destinazione dei beni sequestrati e confiscati alla criminalità organizzata (ANBSC) si occupa della gestione del bene fino alla sua destinazione finale.
- Destinazione: il bene viene assegnato a enti pubblici o associazioni per essere utilizzato a fini istituzionali o sociali.

Secondo il dossier "Fattiperbene" di Libera, dal 1982 ad oggi sono stati confiscati oltre 36.600 beni immobili, di cui circa 17.300 destinati per finalità istituzionali e sociali.Tuttavia, oltre 19.000 beni risultano ancora in gestione all'ANBSC, molti dei quali presentano criticità che ne impediscono la destinazione.
Per quanto riguarda le aziende, su un totale di 4.384 confiscate, il 34% è stato destinato alla vendita o alla liquidazione, mentre il restante 66% è ancora in gestione presso l'ANBSC. 
Il riutilizzo dei beni confiscati per scopi sociali rappresenta un'opportunità significativa per le comunità locali. Associazioni, cooperative sociali, enti religiosi e istituzioni educative possono trasformare questi beni in centri culturali, strutture assistenziali, spazi educativi o attività produttive, contribuendo alla crescita economica e al rafforzamento della coesione sociale.

## Analisi e studi del fenomeno
Tra gli studi sulla presenza e le attività delle organizzazioni criminali si segnala quello prodotto da Transcrime, il centro di ricerca di criminologia dell'Università Cattolica di Milano, che ha elaborato un "indice di presenza mafiosa" (IPM) per misurare sinteticamente dove e chi tra le organizzazioni criminali mafiose opera sul territorio nazionale. Le mappe create su base comunale distinguono tra Cosa nostra, camorra, ‘ndrangheta, criminalità organizzata pugliese e altre organizzazioni criminali mafiose italiane (ad esempio stidda e basilischi).
Altri argomenti oggetto di analisi e studio è la stima dei ricavi delle attività delle organizzazioni mafiose; la descrizione del portafoglio di investimenti delle mafie nell'economia legale; l’individuazione delle strategie di investimento in beni immobili e nelle aziende; la mappatura della presenza delle mafie italiane all'estero e l'analisi degli investimenti delle mafie in Paesi stranieri; la creazione di un modello per la valutazione della vulnerabilità dei settori economici alle infiltrazioni mafiose. L'IPM prende in parte spunto dall'articolo pubblicato nel 2011 dal Francesco Calderoni dove viene elaborato il Mafia Index, un indicatore che rileva la presenza della mafia in Italia a livello provinciale. Il rapporto  OCP – Organised Crime Portfolio (PDF). elaborato dal centro Transcrime rappresenta una prosecuzione di quello sugli investimenti delle mafie in Italia. OCP è una prima esplorazione dell’economia delle organizzazioni criminali operanti in Europa, con un approfondimento in particolare su sette Paesi, tra cui l'Italia.
Il rapporto OCP ha aggiornato la fotografia dell'economia della criminalità organizzata, estendendo quindi lo studio anche a quella straniera. In particolare ha stimato i ricavi di alcune delle principali attività illecite legate alla criminalità organizzata (commercio illecito di eroina, cocaina, cannabis, anfetamine, ecstasy, traffico illecito di tabacco, contraffazione, frodi IVA, furti da trasporto, estorsioni, usura, sfruttamento della prostituzione, traffico d’armi e gioco d’azzardo). Inoltre ha identificato i nuovi settori d'investimento delle mafie italiane: eolico, distribuzione carburanti, trasporti e logistica, grande distribuzione, slot-machine. Infine si è soffermato sulle organizzazioni criminali straniere operanti sul territorio italiano. Tra queste la criminalità organizzata cinese appare la più attiva dal punto di vista imprenditoriale, con investimenti nel commercio all'ingrosso e dettaglio (soprattutto abbigliamento), ristorazione, servizi personali e trasferimento di soldi.
Tra gli altri studi del centro Transcrime sulle organizzazioni criminali in Italia e su particolari aspetti economici della loro attività si segnalano:
- Criminal Markets and Mafia Proceeds[136]
- The Italian mafias in the world[137]
- When Criminals Invest in Businesses[138]
- Green energy and black economy: mafia investments in the wind power sector in Italy[139]

## Vittime famose
Le vittime del fenomeno sono state oltre che civili anche appartenenti ad istituzioni, in tale ultimo caso sono identificate con la locuzione "Vittime del dovere".